# 永久勲雄
永久 勲雄（ながひさ いさお、1962年12月29日 - ）は、日本の元子役、声優。劇団こまどりに所属し、1970年代から1980年代にかけて活動していた。
2023年、当時同じ劇団に所属していた声優の冨永みーなが開催したトークライブにゲスト出演し、約38年ぶりに表舞台へ復帰した。

## 出演作品

### テレビドラマ
- 樅ノ木は残った（1970年） - 弁之助
- 太陽にほえろ!（1975年12月19日、日本テレビ）- 第179話「親と子の條件」、沼田敏夫 役
- ああ・転勤家族（1983年）

### テレビアニメ
- みつばちマーヤの冒険（1975年） - 少年
- あらいぐまラスカル（1977年） - アーネスト・ノース
- キャプテン（1980年） - 佐野
- レディジョージィ（1983年） - アーサー・バトマン
- とんがり帽子のメモル（1984年） - オスカー[3]

### 劇場アニメ
- 綿の国星（1984年） - ブチ猫
- とんがり帽子のメモル（1985年） - オスカー

### 吹き替え

#### 映画
- 靴みがき（パスクァーレ【フランコ・インテルレンギ】）
- サウンド・オブ・ミュージック（フリードリッヒ【ニコラス・ハモンド】）※テレビ朝日版・フジテレビ版（両版共に製作50周年記念版BD収録）
- ザ・パッセージ/ピレネー突破口（ポール）
- 自転車泥棒（ブルーノ【エンツォ・スタヨーラ】）※テレビ版
- ジョーズ2（マイク・ブロディ）※日本テレビ版
- 小さな恋のメロディ（トム・オーンショー【ジャック・ワイルド】） ※テレビ朝日版・LD版（テレビ朝日版はDVD/BD収録、LD版は2015年12月22日発売の新盤DVD/BD収録）
- 野ばら（フリッツ）※NETテレビ版
- ラ・ブーム（マチュー）
- リトル・ダーリング（ランディ【マット・ディロン】）
- 旅情（マウロ）※日本テレビ旧版・新版
- ロミオとジュリエット ※テレビ朝日版

#### 海外ドラマ
- アメリカン・ヒーロー（アレン）
- 大草原の小さな家（ヘンリー、ティモシー、ディラン、チャド、マルコ）
- マイコン大作戦（リッチー・アドラー）
- ゆかいなブレディー家（ボビー）

#### 海外アニメ
- わんぱくブレディ（チャッピー）

### その他
- 少年ドラマシリーズ「ぼくのテムズ川」（サイモン・ウェスト）